# وليسكا
وليسكا (بالإنجليزية: Waleska, Georgia)‏ هي مدينة تقع في مقاطعة تشيروكي، جورجيا بولاية جورجيا في الولايات المتحدة. تبلغ مساحة هذه المدينة 3.8 (كم²)، وترتفع عن سطح البحر 338 م، بلغ عدد سكانها 644 نسمة في عام 2010 حسب إحصاء مكتب تعداد الولايات المتحدة.

## وصلات خارجية
- waleska.georgia.gov
- Cities & Counties - Georgia.gov